# بوفوار أون رويان
بوفوار أون رويان (بالفرنسية: Beauvoir-en-Royans) هي بلدية في إقليم إزار بمنطقة أفيرن–رون ألب في جنوب شرق فرنسا.